# Leontin Grozavu
Leontin Florian Grozavu (Ilișești, 19 agosto 1967) è un allenatore di calcio ed ex calciatore rumeno, di ruolo difensore, tecnico del Botoșani.